# Florence, Texas
Florence là một thành phố thuộc quận Williamson, tiểu bang Texas, Hoa Kỳ. Năm 2010, dân số của xã này là 1136 người.

## Dân số
- Dân số năm 2000: 1054 người.
- Dân số năm 2010: 1136 người.